# Алиев, Камиль Хидирильясович
Кямиль Хидирильясович Алиев (азерб. Kamil Xidirilyasoviç Əliyev; род. 15 октября 1991, Баку) — азербайджанский легкоатлет-паралимпиец, выступающий в категории слепоты T12. Победитель мирового первенства среди паралимпийцев 2015 года, серебряный призёр чемпионата мира 2013 года, бронзовый призёр  чемпионата мира 2019 года. Представлял Азербайджан на летних Паралимпийских играх 2016 в Рио-де-Жанейро, где в прыжках в длину завоевал серебряную медаль.

## Биография
Кямиль Алиев родился 15 октября 1991 года. В 2013 году на открытом чемпионате Италии, проходившем в городе Гроссето Алиев прыгнул на 6,62 м, выполнив квалификационный стандарт на чемпионат мира данного года. На чемпионате мира в Лионе (Франция) Кямиль Алиев, выступая в прыжках в длину в категории слепоты T12, занял второе место, уступив Хилтону Лангенховену из ЮАР.
Через два года, на чемпионате мира в Дохе (Катар) Кямиль Алиев завоевал золотую медаль в той же дисциплине, став также обладателем путёвки на летние Паралимпийские игры 2016 в Рио-де-Жанейро. В мае этого же года на Всемирных играх среди паралимпийцев в Сеуле Кямиль Алиев занял первое место в прыжках в высоту.
На Паралимпийских играх 2016 года Алиев с результатом 7,05 метров занял второе место. Также как и три года назад Алиева опередил Хилтон Лангенховен из ЮАР. Помимо этого во время соревнований Камиль Алиев получил травму. Врачи осмотрели его и не позволили выйти на беговую дорожку и выступить в эстафете 4×100 метров. Таким образом, сборная Азербайджана не стартовала в полуфинальном забеге Паралимпиады.
В сентябре 2016 года Алиев распоряжением президента Азербайджана Ильхама Алиева за высокие достижения на XV летних Паралимпийских играх в Рио-де-Жанейро, а также за заслуги в развитии азербайджанского спорта был награждён орденом «За службу Отечеству» III степени.